# Pops Foster
Pops Foster (George Murphy "Pops" Foster) (Parrocchia di Ascension, 19 maggio 1892 – San Francisco, 29 ottobre 1969) è stato un musicista statunitense.
Fu uno dei primi grandi contrabbassisti del jazz. Suonava anche tromba e tuba e partecipò allo sviluppo del jazz di New Orleans fin dal 1906.
Negli anni venti suonò con Fate Marable, Kid Ory e King Oliver. Nel 1928 emigrò a New York, dove si unì a Luis Russell, un importante bandleader, la cui big band era una sorta di anello di congiunzione tra stile hot e lo swing degli anni trenta.
Fu membro dell'orchestra di Russell fino al 1940. In seguito partecipò a incisioni del revival del jazz tradizionale con Sidney Bechet, Mezz Mezzrow, Earl Hines e Elmer Snowden.

## Discografia
- Feelin' the spirit (con Luis Russell, 1929)
- Swing that rhythm (con Samy Price, 1956)